# 庫濟米尼夫卡 (薩赫諾夫希納區)
49°4′14″N 35°57′55″E / 49.07056°N 35.96528°E
庫濟米尼夫卡（烏克蘭語：Кузьминівка），是烏克蘭東部的村莊，隸屬哈爾科夫州的別列斯京區。該村始建於1865年，面積0.1平方公里，海拔高度152米，2001年人口58，人口密度每平方公里580人。